# Ålshults järnbruk
Ålshults järnbruk anlades troligen 1634 och var i bruk till 1827. Järnbruket inköptes av grevarna Hamilton på Huseby, som lät riva järnbruket 1827 och slog samman  bruksrörelsen  med den vid Huseby.

## Ålshults bruk
Frälsemannen Antonius Schwartz  köpte 1631 Ålshult och Torne bruk. Familjen Schwartz bosatte sig i Torne. Marken där masugnen i Ålshult låg arrenderades av Gyllenhielm. Schwarz hade tidigare varit befallningsman för Gyllenhielm på Bergkvara järnverk vid Husebyströmmen (tidigare namn för Huseby bruk).  Enligt vissa uppgifter uppfördes masugnen av holländaren Jan van Gents. Driften inleddes enligt samma uppgifter 1634 vilket inte stämmer med uppgiften om Schwarz.

"Ålshults bruk är beläget i Nytkötki socken i Albo härad på skattehemmanet Ålshults ägor bestående av masugn och en hammare med tvenne härdar. Har varit posiderat av en vid namn Antonius Schwartz och den tidens frälse." (Bergmästaren, häradet fel angivet, ska vara Kinnevalds härad, hammaren är Torne inte  Ålshult).

Schwartz avled 1634 och änkan sålde Torne bruk till Mickel Werle. Masugnen i Ålshult arrenderade Schwartz´ änka till holländaren Jan van Gent och hans hustru Bartge Jacobsdochter. Under 1630-talet tillverkade bruket 2-300 skeppund gjutjärn om året. Mest producerades grytor, sättugnar och krigsmaterial. Bruket gjorde också tackjärn som användes för produktion av smidesjärn vid Torne bruk. 1641 dog Jan van Gent. Möjligen var bruket före 1634 bara ett blästbruk och masugnen uppfördes först 1634. Fru Schwartz verkade för att Arnold de Rees skulle få monopol på järntillverkning i Småland bland annat genom att skriva brev till drottning Kristina. Ålshults bruk förvärvades 1643 av holländaren de Rees, som då även drev Huseby på arrende. Ålshult drevs av de Rees i nära samarbete med verksamheten vid Huseby. Ett inventarium från 1640-talet visar att modeller för tillverkning av spishällar var hälftenägda av Huseby och Ålshult vilket visar att samarbetet bruken emellan hade sin rötter i Schwartz epok. Han kom ju från Huseby då han grundade Ålshult. Ålshult var ett rent gjuteri under de Rees år. Tackjärnet till Torne kom då från Huseby. Produktionen var kulor, granater, grytor, spishällar och sättugnar. Basråvaran för järnbruket var sjömalm (myrmalm hade marginell betydelse). Järnbruket var inriktat på gjutgods. Bruket hade en masugn med gjuteri. Driften vid Ålshults järnbruk inriktades på gjutgods såsom kanonkulor, sättugnsplattor. Järn tillverkat med sjömalm hade en hög halt av fosfor som gjorde det lämpligt för att tillverka gjutjärn medan smidesjärn kunde kunde bli så kallat bräckt, skörare och spricka lättare om inte fosforhalten kunde minskas i järnet.
1656 sålde de Rees Ålshult till bröderna Schotting i Ronneby. Johan von Schotting var systerson till de Rees och hade vari med i de Rees koncern av järnbruk. De Rees lämnade inte helt sin järnbruk utan även som borgmästare i Ronneby tog han del verksamheten. Bröderna Schotting sålde Ålshults bruk 1664 till vallonen Christoffer Zaulich på Åryds bruk. Han förtsatte tillverkningen av gjutgods med sjömalm från Åsnen. Bruket var enligt bergmästaren beroende av vinterföre för sin koltransporter till bruket. Godsets skogar räckte inte utan träkol köptes från allmogen. Godset som tillverekades var detsamma, förutom att alunverket i Skåne nu blivet en stor kund av gjutjärn från bruket. Under dessa år låg Husebys produktion nere och Ålshult var ensam om gjutjärnstillverkning i Värend med goda konjunkturer. Christoffer Staulich avled 1669. Änkan Märta Zaulich drev bruket vidare och under hennes tid moderniserades och en ny masugn byggdes. Märta Zaulich avled 1696.
Parets två döttrar Märta med maken Magnus Blom och Maria med maken Johan von Emmeretz drev Torne och Ålshult vidare gemensamt. Johan von Emmeretz var fältskär verksam i Karlsamn och hans son Court von Emmerets skötte Torne bruk medan familjen Blom skötte Ålshult. 1709 när Johan von Emmeretz köpte Lessebo tog han också över Torne medan Magnus Blom tog över Ålshult. Med Magnus Blom som brukspatron ökade produktionen på Ålshult men begränsningar fanns i vattenkraft, och koltillgången var svårlöst på grund av bristen på egen skog. Produktionen bestod av krigsmaterial till amiraliteten i Karlskrona. Masugnen rasade under Bloms tid men byggdes upp igen med bidrag från Bergskollegium. 1737 avled Magnus Blom och änkan Märta Blom tog över. Hon drev bruket under 8 år till 1745. Då övertog mågen Olov Bergqvist  (f. 1714 d. 1773), sysslan som brukspatron på Ålshult i Småland. Hans hustru var dotter till Märta och hette Anna Magdalena Blom.  Under Olofs tid byggdes en särskild gjutugn som gjorde tillverkningen oberoende av masugnens drift vilket underlättade och ökade produktionen. Ålshult saknade på grund av vattenbrist och koltillgång dock utvecklingsmöjligheter och Olof Bergqvist köpte därför Diö järnbruk. Denna bruksägarsläkt från södra Småland var en av de dominerande inom näringen. Olof och Anna Magdalena äldsta son Magnus Bergqvist, död 1815, efterträdde Olof Bergqvist som brukspatron på Ålshult, tillsammans med systerns make Olof Fornander. En annan son Pehr Bergqvist, död 1802, blev brukspatron vid Diö järnbruk i Stenbrohults socken. 
Bruket är mest känt för sina sättugnshällar som beskrivs i flera artiklar. Sune Ambrosiani beskrev i Bidrag till de nordiska gjutjärnshällarnas historia i Dædalus : Tekniska museets årsbok 1936 och 1937 tillverkningen av dessa hällar. Han visar att redan under slutet av 1500-talet har produktionen startat. Huseby och Ålshult var under 1640-talet viktiga tillverkare av sättugnsplattor och Ålshult fortsatte att vara det in på 1700-talet. Under Magnus Bergqvists tid på bruket ökades konkurrensen och brukets produktion minskade. Han försökte köpa Torne bruk men misslyckades med detta. 1804 var bruket i bröderna Hamiltons ägo och de sista åren drevs bruket tillsammans med Huseby. Masugnen var i dåligt skick och måste byggas om men grevarna Hamilton valde att avveckla bruket. 
Av masugnen och gjuteriet (1634–1827) finns knappt mer än slagg kvar. Bruksarkivet har förkommit.

## Ålshults herrgård
Gården Ålshult ägdes enligt vissa källor av rikskanslern Axel Oxenstierna innan järnbruket anlades på platsen. Ålshult, var ett frälsehemman på 3/4 mantal i Almundsryds socken, Kinnevalds härad i Kronobergs län. Gården var belägen vid en mindre å nära sjön Åsnen. Herrgårdens historia går tillbaka till 1700-talet. 1810 såldes Ålshults herrgård till de båda bröderna och grevarna Malcolm och Hugo Hamilton. Det var dessa som avvecklade järnbruket 1827. 1867 köpte brukspatronen Joseph Stephens godset. Huset ägdes från 1934 av Maggie Stephens, den yngsta av de tre Husebysystrarna. Hon byggde om huset under åren 1935-1937 och hon bodde sedan på herrgården till sin bortgång 1958. Under denna tid anlade hon en park vid herrgården på den 2,3 hektar stora tomten. Herrgården har 15 rum och har en boyta på 312 kvadratmeter.
De två belgarna Marc van Beek och John Blontrock köpte Ålshults Herrgård 2008. Herrgården drevs som hotell till 2008 då det tillkom en restaurang. Herrgården var hotell under 13 år men såldes 2021 och upphörde då som hotell.